# Eikenburg (Eindhoven)
Eikenburg is een buurt in het stadsdeel Stratum in de Nederlandse stad Eindhoven. Op 1 januari 2023 telde de buurt 1.540 inwoners, verdeeld over 679 woningen, met een gemiddelde WOZ-waarde van € 628.000, op een oppervlakte van 0,78 km². 
De buurt ligt in het zuiden van Eindhoven, in de wijk Kortonjo die bestaat uit de volgende buurten:
- Kerstroosplein
- Gerardusplein
- Genneperzijde (Poelhekkelaan)
- Roosten
- Eikenburg
- Sportpark Aalsterweg